# Wegekreuz Trierer Straße

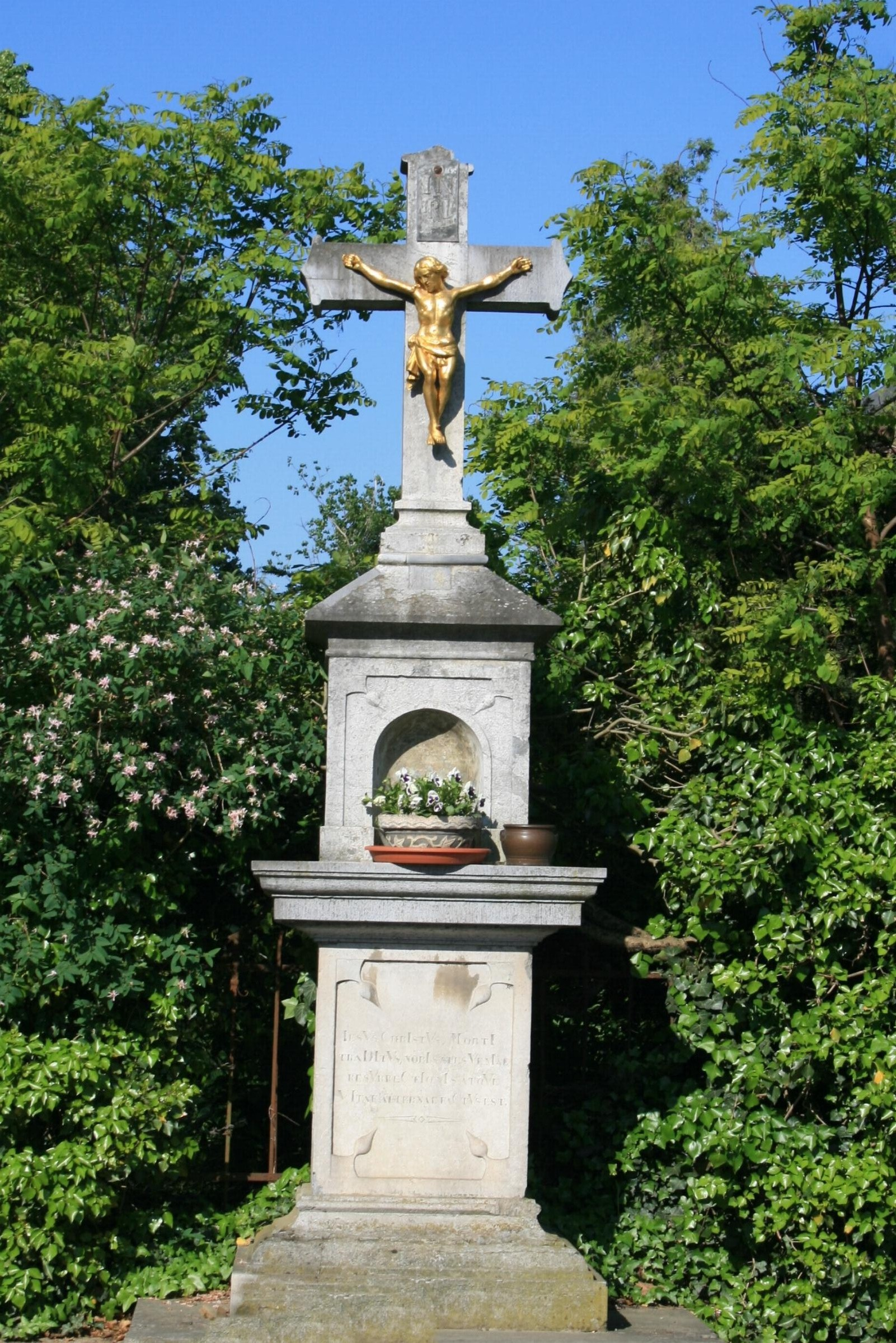

Das Wegekreuz Trierer Straße steht im Dürener Stadtteil Arnoldsweiler.
Das Flurkreuz wurde nach einer inschriftlichen Datierung im Jahre 1846 erbaut.
Das etwa 4 m hohe Blausteinkreuz hat einen gestuften Sockel mit lateinischer Inschrift. Der noch im Original erhaltene Korpus am Kreuz besteht aus Gusseisen. Am Querbalken des Kreuzes sind Beschädigungen sichtbar.
Das Bauwerk ist unter Nr. 13/007 in die Denkmalliste der Stadt Düren eingetragen.